# Neufeld (Gemeinde Aschbach-Markt)
Neufeld ist eine Ortslage der Marktgemeinde Aschbach-Markt in Niederösterreich.

## Geographie und Geschichte
Neufeld befindet sich direkt westlich von Aschbach-Markt und gehört zur  Katastralgemeinde Mitterhausleiten.

## Geschichte
Der Ort ist eine Neusiedlung des 20. Jahrhunderts und besteht aus Einfamilienhäusern und im Norden aus einem Gewerbegebiet. Im Franziszeischen Kataster von 1822 war an dieser Stelle die Flur Aschbacher Feld verzeichnet, die im Südosten geringfügig verbaut war (Am Kruckaberg, heutige L84). Laut Adressbuch von Österreich waren im Jahr 1938 in der Rotte Neufeld ein Gastwirt, ein Gemischtwarenhändler, ein Konsumverein der Hanf-, Jute- u. Textilindustrie AG (siehe HITIAG) und ein Maurermeister ansässig. Der Ort wurde statistisch als Dorf geführt, ist heute aber gänzlich mit Aschbach-Markt und Windfeld verwachsen. Erhalten hat sich der Straßenname entlang der L6231.